# 上海公交202路
上海公交202路是上海市曾经的一条早晚高峰线路，与71路联运。2010年，该线路停运。

## 历史沿革
1975年12月26日，为改善市民的出行条件，方便西部区域职工上下班，71路增开高峰联运车202路，起始站从西藏路至汤更浪，后调整为农科院至普安路，仅停靠大世界等主要站点，分流了71路的长途客流。
2001年9月4日起，该线路开始使用上海公共交通卡。
2005年8月13日，71路、202路终点站由水城路威宁路改为双流路天山路。2009年3月7日，撤销威宁路仙霞路站点。
2010年3月13日，202路停运。

## 争议
2000年，该线路曾被投诉外滩终点站秩序混乱、车辆拥挤等，后运营企业增加了三辆车辆以疏散乘客、维持正常秩序。
2006年8月，该线路驾驶员被曝出对交通卡了解不够以致多收车资的问题。乘客上车刷上海公共交通卡时，可以在特定情况下透支交通卡，只要读卡器不报出“请去充资”便说明支付成功。然而，驾驶员对此一无所知，并坚持要求所有刷卡后交通卡显示余额为负的乘客补交1元5角的非空调车车资。事后，车队对驾驶员做出了知识普及。